# Petra Krumphuber
Petra Krumphuber (* 1977 in Linz) ist eine österreichische Posaunistin des Creative Jazz.

## Leben und Wirken
Krumphuber, die im oberösterreichischen Alpenvorland aufwuchs, spielte zunächst Tenorhorn, wechselte aber rasch zur Posaune. Nach dem Studium am Bruckner Konservatorium Linz zog sie 1999 nach Berlin. Seither lebt und arbeitet sie dort freelance als Musikerin und spielt neben Jazz auch Salsa, Theater- und Popmusik. Nach der Teilnahme an einem Workshop für „Jazz and Creative Music“ in Banff gründete sie 2006 ihr Quintett Croomp, in dem sie mit Silke Eberhard, Johannes Haage, Simon Bauer und Kay Lübke ihre eigenen Kompositionen interpretiert. Nach Gewinn des Studiowettbewerbs des Berliner Senats nahm sie 2007 ihr erstes Album unter eigenem Namen auf. 2009 begeisterte sie das Publikum beim Outreach-Festival in Schwaz.
Auch war sie Mitglied des United Women’s Orchestra und spielt bei Lunatic Broom und bei Kapelye Ziganoff.

## Diskographische Hinweise
- Sandra Weckert Protect Your Postman from Invasions (Enja 2003)
- Sonar Kollektiv Orchester Guaranteed Niceness (2008)
- Croomp On the Loose (Double Moon Records 2008)